# 무게
무게 또는 중량(重量)은 지구가 지구상의 물체에 가하는 중력의 정도이다.
질량과 혼동하기 쉬운 개념으로 질량을 기본적 물리량으로 볼 때는 질량에 중력가속도가 곱해진 양만큼으로 정의되며 단위는 kgf(kilogram-force, 킬로그램중), N(newton, 뉴턴), lbf(pound-force, 파운드중), dyne(다인) 등이 있다.
질량은 일반적으로 어느 곳에서나 동일한 양인 반면 무게는 측정 장소의 영향을 받는다. 이를테면 달에서는 지구에서 측정되는 무게에 비해 그 값이 1/6에 달하며, 같은 지구상이라고 해도 위도에 따라 그리고 지각의 조성에 따라 그 값이 달라진다.
모든 물질에는 무게가 있다. 무게를 재려면 용수철 저울이나 양팔 저울을 이용하면 된다. 용수철 저울로 잴 때는 그 물질에 작용하는 지구의 중력을 재는 것이므로 중량이라고 한다. 중량은 중력이 변화하면 달라지므로 지구상에서는 적도 부근에서 쟀을 때와 북극에서 쟀을 때는 같은 물질이라도 중량이 달라진다. 또, 지구상에서 쟀을 때와 달에서 쟀을 때는 달의 중력이 작으므로 훨씬 가벼워진다(약 1/6).  양팔 저울로 잴 때는 그 물질과 추를 평형이 되게 하고, 평형이 되었을 때의 추의 무게로 그 물질의 무게를 나타낸다. 이 경우는 물질과 추에 똑같은 크기의 중력이 작용하여 서로 상쇄되므로, 지구상에서는 물론이고 달에서도 같은 무게를 나타내게 된다. 이와 같은 양을 질량이라고 한다.   학문적으로는 흔히 질량이 사용된다. 질량을 사용하면 어떤 곳에서 한 실험이라도 정량적으로 똑같은 결과가 되기 때문이다. 따라서, 화학에서는 용수철 저울이 아니라 반드시 양팔저울을 사용한다.  무게의 단위는 여러 가지가 있지만, 전세계에서 공통으로 사용하는 질량의 단위는 킬로그램(kg)이다. 이것은 국제 킬로그램 원기(原器)의 질량을 I㎏으로 정한 것이다. 처음에는 4℃의 물 1ι의 질량을 기준으로 해서 원기를 만들었으나, 현재는 이 물의 질량을 정밀하게 결정하기가 어렵다는 것을 알았기 때문에 원기를 기준으로 삼고 있다.

## 지구와 다른 천체와의 상대적 무게 비교
| 천체   | 중력 배율  | 표면 중력 m/s2 |
| ------ | ---------- | -------------- |
| 태양   | 27.90      | 274.1          |
| 수성   | 0.3770     | 3.703          |
| 금성   | 0.9032     | 8.872          |
| 지구   | 1 (정의상) | 9.8226         |
| 달     | 0.1655     | 1.625          |
| 화성   | 0.3895     | 3.728          |
| 목성   | 2.640      | 25.93          |
| 토성   | 1.139      | 11.19          |
| 천왕성 | 0.917      | 9.01           |
| 해왕성 | 1.148      | 11.28          |

## 같이 보기
- 무게 단위
- 사람의 무게
- 몸무게
- 원자 질량